# Memphis Under World
Memphis Under World – kompilacja amerykańskiego duetu hip-hopowego 8Ball & MJG. Została wydana 22 lutego 2000 roku.

## Lista utworów
1. Armed Robbery
2. Kick Dat Shit
3. Lock'em N Da Trunk (featuring DJ Zirk, 2 Thick)
4. Break Da Law (featuring Three 6 Mafia, Project Pat)
5. Playas Dream (featuring Hussein Fatal)
6. Who Got Dem 9's (featuring Juicy J, Project Pat)
7. Got's To Be Real
8. Pimp N My Own Rhymes
9. Listen To Da Lyrics
10. Wild Boy
11. Whatcha Doing